# Nuca

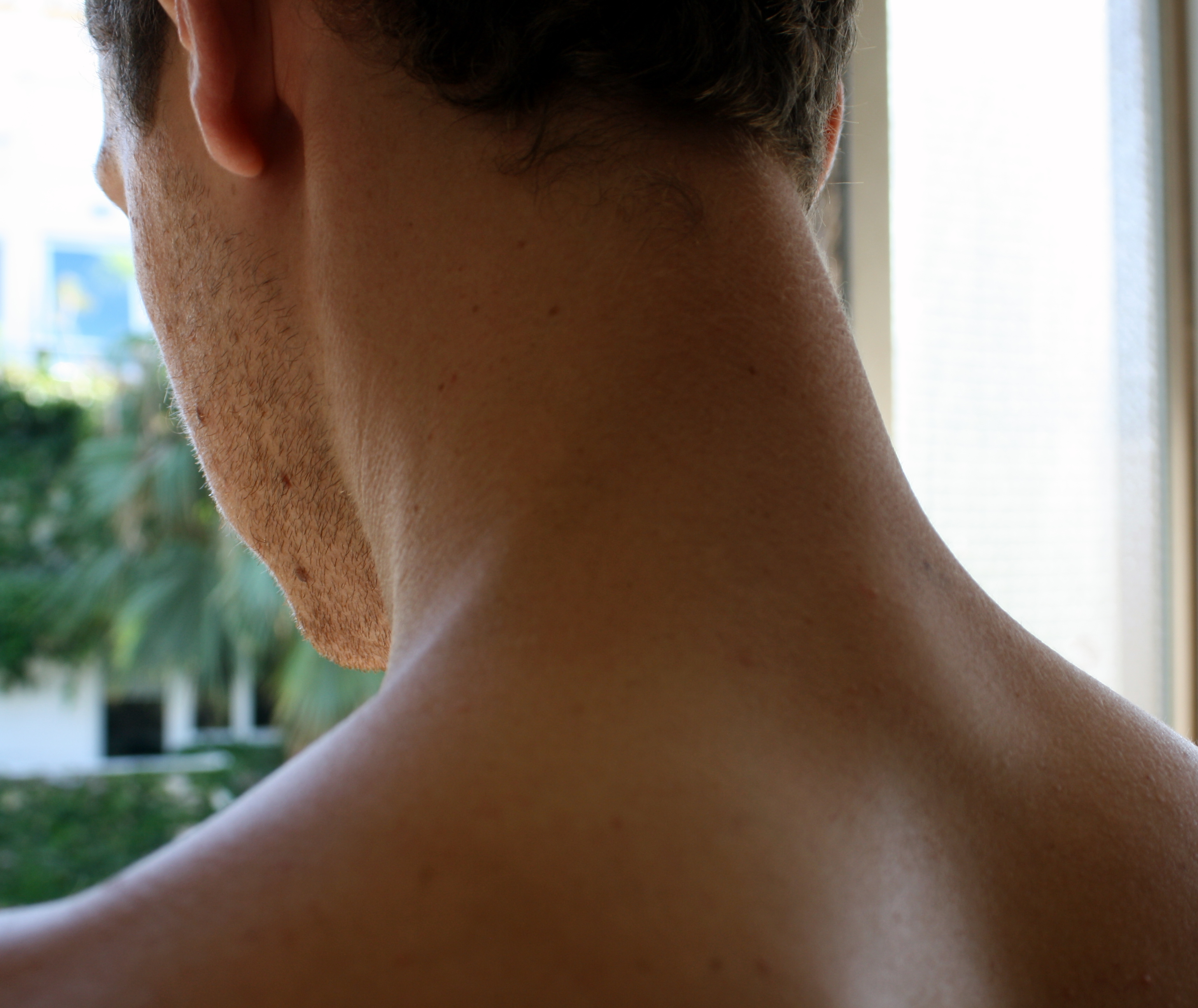
Nuca de un hombre.

La nuca es una abreviatura de cuello (del latín científico nucha, y este del árabe clásico nuẖā‘, médula), cogote o cocote es la región posterior y alta del cuello. En ella se une la cabeza con la columna vertebral mediante las vértebras cervicales, que son siete en la mayoría de los mamíferos. En anatomía topográfica, la delimita por arriba una línea que pasa por el occipucio, que es la protuberancia del hueso occipital, y por abajo, otra que pasa por la apófisis espinosa de la séptima vértebra cervical.